# Agency for Healthcare Research and Quality

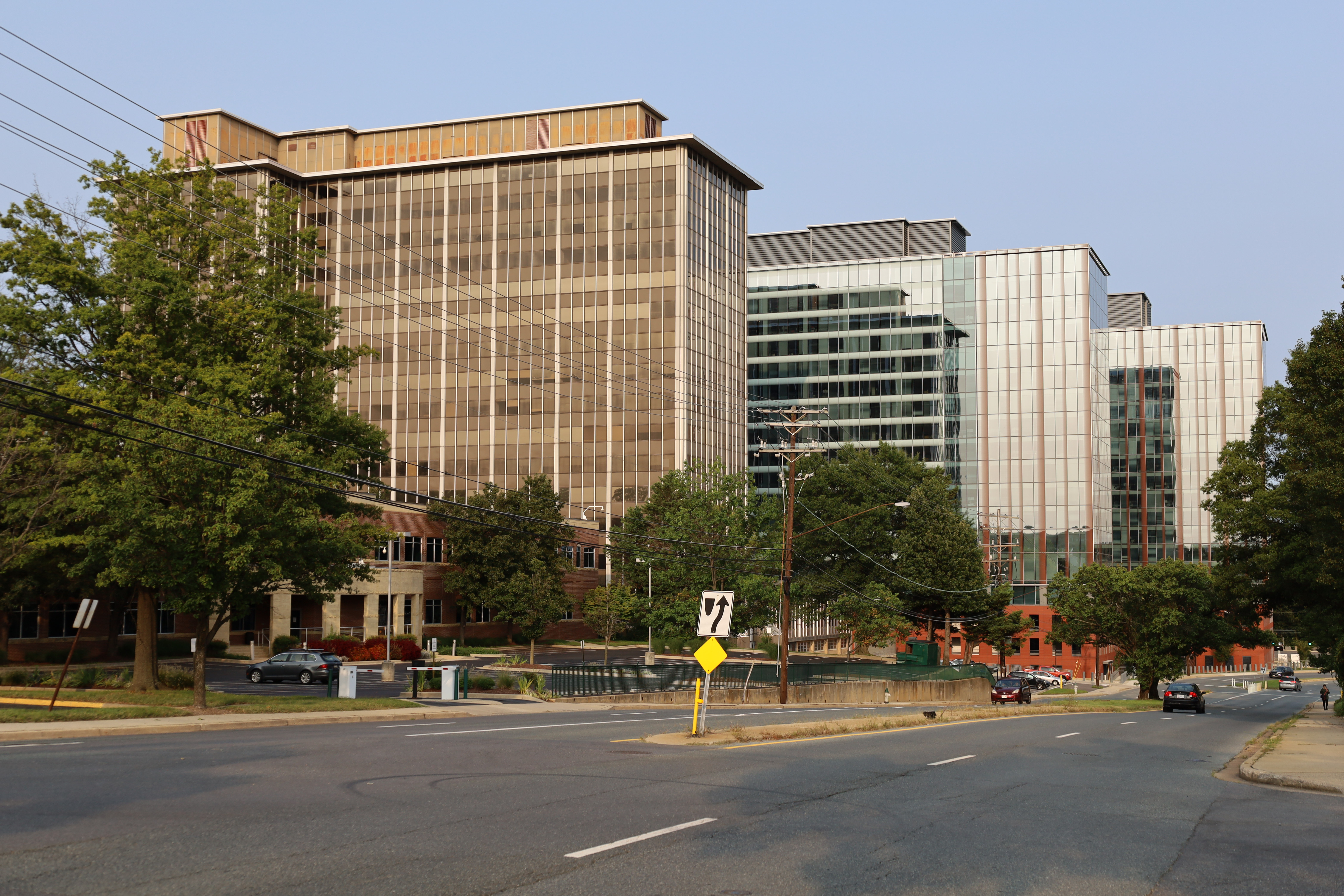
Sitz der AHRQ in Rockville, Maryland

Die Agency for Healthcare Research and Quality, oder kurz AHRQ, ist eine US-amerikanische Behörde, die dem Ministerium für Gesundheitspflege und Soziale Dienste der Vereinigten Staaten unterstellt ist. Ihr Sitz ist Rockville, Maryland. Sie wurde 1989 gegründet. Ihre frühere Bezeichnung lautete Agency for Health Care Policy and Research (AHCPR). 
Die AHRO unterhält verschiedene Programme, um die Qualität im amerikanischen Gesundheitswesen zu verbessern. Regelmäßig publiziert die Agency zudem fundierte Informationen aus ihrer Forschung, wodurch medizinische Entscheidungsprozesse unterstützt werden sollen.
Leiter der Behörde ist Roger D. Klein.